# Will (serieskapare)
Willy Maltaite, född 1927, död 18 februari 2000, var en belgisk serieskapare, mest känd under artistnamnet Will. Han var skapare av serien Tim och Tommy och assisterade med teckningsarbete på Spirou, Marsupilami, Starke Staffan, Isabelle och Natascha.
Under 1940-talet tillhörde Will det tecknarkotteri på Jijés studio som brukar kallas för "de fyras gäng" ("La bande à 4"). De övriga tre i denna kvartett var Jijé, Franquin och Morris.

## Biografi

### Bakgrund och debut
Will blev uppmuntrad av sina föräldrar att redan som ung börja en konstutbildning. Jijé väckte hans intresse för serieskapandet. Tillsammans med Jijé, Franquin och Morris arbetade Will på en studio där man skapade serier och illustrationer.
1947 började han arbeta för tidskriften Le Journal de Spirou, och redan efter ett år fick han sin första långa serie publicerad (Le Mystère de Bambochal).

### Tim och Tommy
Året därpå tog Will över ansvaret för Tim och Tommy, en serie som startats 1938 av Fernand Dineur. Efter att både Dineur och Luc Bermar hade skrivit manus för serien tog Maurice Rosy på sig författaruppgiften. Under tiden Rosy arbetade med serien (1955–1968) utvecklades den delvis bort från genren komisk äventyrserie. Flera fantasi- och mysterieelement tillkom, såsom den maskerade skurken Monsieur Choc.
När sedan Maurice Tillieux började skriva manus, från 1968 till 1976, blev berättelserna framför allt inriktade på detektivhistorier. Efter Tillieuxs död 1978 tog Stephen Desberg över författandet av serien. Under denna period präglades serien av allvarligare inslag och sociala frågor. Will slutade arbeta med Tim och Tommy 1990.

#### Övriga serier och senare år
Will assisterade under många år som bakgrundstecknare åt andra serietecknare. Franquin, Peyo och François Walthéry var några av dem som använde sig av hans talanger. Han tecknade också tre avsnitt av Peyos Lukas och Sylvester i Le Soir Illustré och tog över Éric et Artimon tillsammans med författaren Vicq.
Tillsammans med Yvan Delporte och Raymond Macherot skapade Will 1970 serien Isabelle. André Franquin arbetade också med serien under en period. Isabelle publicerades med nya äventyr fram till 1994. Will skapade också några vuxenserier efter manus av författaren Stephen Desberg.